# Luigia Cordati Rosaia
Luigia Cordati Rosaia (Barga, 15 febbraio 1926 – La Spezia, 22 luglio 2024) è stata una politica, matematica e insegnante italiana.

## Biografia
Originaria della provincia di Lucca, visse a La Spezia. Dopo una carriera come docente di matematica, fu consigliera comunale e poi regionale in Liguria. Fu eletta deputata nel 1987 per il Partito Comunista Italiano.
Morì a La Spezia il 22 luglio 2024 per cause naturali all'età di 98 anni.